# Osmia ariadne
Osmia ariadne is een vliesvleugelig insect uit de familie Megachilidae. De wetenschappelijke naam van de soort is voor het eerst geldig gepubliceerd in 1978 door Peters.